# 鋸眼蝶族
鋸眼蝶族（學名：Elymniini）是鱗翅目蛺蝶科眼蝶亞科中的一個族。

## 分類
- 鋸眼蝶屬 Elymnias
- 橫紋鋸眼蝶 Elymniopsis bammakoo
- 狼環蝶屬 Hyantis
- 閃環蝶屬 Morphopsis